# Corazón de lágrima
La Piedra del Corazón de Lágrima es una leyenda popular propia de las comarcas zamoranas de Aliste y Tierra de Tábara, también dándose en parte de Tierra de Alba y con posible origen en los siglos XIV o XV sin encontrarse en fuente escrita en ningún caso, lo que dificulta la autentificación de éste dato.

## La leyenda
Existen variaciones sobre la misma, sin embargo la más extendida es la siguiente:
Se dice que hace mucho tiempo existía una princesa o reina gata de color negro que anhelaba poder amar, sin embargo no podía porque era muy puro y delicado su corazón y temía que se rompiese, puesto que ya se encontraba agrietado por estragos pasados. Así le pidió al cielo y a la montaña que la guardasen hasta que se presentase una persona que, aun sin verla ni conocerla, estuviera enamorado de ella. Así el cielo y la montaña empezaron a entonar cánticos y sus sonidos se convirtieron en una prisión para la princesa que la preservó del tiempo. Pasado mucho tiempo un zorro rojo encontró la piedra y empezó a juguetear con ella. Cuando lo vieron el cielo y la montaña, le reprendieron lo que hacía y le contaron lo que en realidad era. El zorro, muy afligido empezó a cuidar a la roca para que nada le pasara y lloraba cada noche pensando en la princesa gata. Sus lágrimas caían sobre la piedra y se convertían también en roca, abrigando a ésta y cuando la piedra fue totalmente recubierta, la princesa en su interior notó el calor de las nuevas capas y salió para amar al zorro por muxo*.

## Origen
El origen de la leyenda se halla en cuentos populares transmitidos siempre vía oral con el paso del tiempo y las generaciones. Puede referirse al hallazgo de algún tipo de piedra o cristal magmático o desprendida del impacto de un cometa. Parece ser que el evento real quedó olvidado y se mistificó al objeto, dándole un aire pseudo-divino. Si la piedra realmente existió, hace muchos años que fue extraviada, ya que no se encuentran datos acerca de la estancia de la piedra en la provincia.

## Descripción de la piedra
El nombre de "Corazón de Lágrima" no es el único que se le atribuye, pero sí el más común. En ocasiones aparece con otros nombres según al arquetipo de personaje que la encuentre, siendo generalmente un zorro rojo. También ha sido llamada "la Piedra de los Hechizos", "el Pensamiento del Universo" o "el Orbe de la Princesa", nombres que sólo aparecen de manera muy excepcional en casos aislados.
Al parecer la piedra nunca llega a ser un material pétreo completamente, siendo muy a menudo cerosa o cristalina, no más grande que un puño y bastante ligera. De forma semiesférica y base plana, es en su mayoría de color blanco, recubierta la superficie por una capa roja o granate abultada o formando surcos.
- Datos: Q5788259